# Petrophyton cinerascens
Espèce
Petrophyton cinerascens, ou Petrophytum cinerascens, est une espèce de plantes à fleurs de la famille des Rosacées présente dans la partie occidentale de l’Amérique du Nord.

## Habitat
Petrophyton cinerascens une espèce menacée, est présent uniquement dans l'État de Washington. La plante est endémique aux collines bordant le fleuve Columbia entre 250 et 600 mètres. La plante pousse essentiellement dans des crevasses de zones rocheuses,.

## Description
Petrophyton cinerascens est une plante vivace de petite taille. Les feuilles mesurent de 0,8 à 1,6 cm pour une largeur de 0,2 à 0,6 cm. Les fleurs apparaissent au bout de tiges. Elles sont disposées en groupes de forme de cylindre. Chaque fleur dispose de 5 pétales blancs et de 20 à 25 étamines.